# Wereldbeker klimmen
De wereldbeker klimmen is een serie klimsportcompetities die jaarlijks georganiseerd wordt door de International Federation of Sport Climbing (IFSC). De sporters strijden in drie disciplines: Lead, Boulder en Speed.
De IFSC organiseert de wereldbeker sinds 2007, voordien gebeurde dit onder leiding van het UIAA.

## Puntensysteem
De beste 30 sporters in een wereldbekerevenement verdienen punten.
| Plaats | 1   | 2  | 3  | 4  | 5  | 6  | 7  | 8  | 9  | 10 | 11 | 12 | 13 | 14 | 15 | 16 | 17 | 18 | 19 | 20 | 21 | 22 | 23 | 24 | 25 | 26 | 27 | 28 | 29 | 30 |
| Punten | 100 | 80 | 65 | 55 | 51 | 47 | 43 | 40 | 37 | 34 | 31 | 28 | 26 | 24 | 22 | 20 | 18 | 16 | 14 | 12 | 10 | 9  | 8  | 7  | 6  | 5  | 4  | 3  | 2  | 1  |

Aan het einde van het seizoen worden de 6 beste resultaten opgeteld om de eindwinnaar te bepalen.
In alle disciplines wordt een eindwinnaar bekendgemaakt, en tevens wordt een overallwinnaar bekendgemaakt.

## Uitslag Lead

### Mannen
| Jaar | Winnaar                  | 2e plaats                | 3e plaats                  |
| ---- | ------------------------ | ------------------------ | -------------------------- |
| 1989 | Simon Nadin              | Didier Raboutou          | Jerry Moffatt              |
| 1990 | François Legrand         | Jacky Godoffe            | Jim Karn                   |
| 1991 | François Legrand         | François Lombard         | Yuji Hirayama              |
| 1992 | François Legrand         | Luca Zardini             | Jean-Baptiste Tribout      |
| 1993 | François Legrand         | François Petit           | Yuji Hirayama              |
| 1994 | François Lombard         | François Legrand         | Jean-Baptiste Tribout      |
| 1995 | François Petit           | François Legrand         | Arnaud Petit               |
| 1996 | Arnaud Petit             | François Petit           | Cristian Brenna            |
| 1997 | François Legrand         | Arnaud Petit             | François Petit             |
| 1998 | Yuji Hirayama            | Cristian Brenna          | Yevgen Kryvosheytsev       |
| 1999 | François Petit           | François Legrand         | Andreas Bindhammer         |
| 2000 | Yuji Hirayama            | Alexandre Chabot         | Cristian Brenna            |
| 2001 | Alexandre Chabot         | Gérome Pouvreau          | Tomáš Mrázek               |
| 2002 | Alexandre Chabot         | Tomáš Mrázek             | Gérome Pouvreau            |
| 2003 | Alexandre Chabot         | Ramón Julián Puigblanque | François Auclair           |
| 2004 | Tomáš Mrázek             | Alexandre Chabot         | Flavio Cespi               |
| 2005 | Flavio Crespi            | JorgVrouwen Verhoeven    | Cédric Lachat              |
| 2006 | Patxi Usobiaga Lakunza   | David Lama               | Flavio Crespi Tomáš Mrázek |
| 2007 | Patxi Usobiaga Lakunza   | Ramón Julián Puigblanque | Tomáš Mrázek               |
| 2008 | Jorg Verhoeven           | Tomáš Mrázek             | Ramón Julián Puigblanque   |
| 2009 | Adam Ondra               | Patxi Usobiaga Lakunza   | Sachi Amma                 |
| 2010 | Ramón Julián Puigblanque | Jakob Schubert           | Adam Ondra                 |
| 2011 | Jakob Schubert           | Ramón Julián Puigblanque | Sachi Amma                 |
| 2012 | Sachi Amma               | Ramón Julián Puigblanque | Jakob Schubert             |
| 2013 | Sachi Amma               | Jakob Schubert           | Ramón Julián Puigblanque   |
| 2014 | Jakob Schubert           | Sean McColl              | Adam Ondra                 |
| 2015 | Adam Ondra               | Gautier Supper           | Jakob Schubert             |
| 2016 | Domen Škofic             | Jakob Schubert           | Romain Desgranges          |
| 2017 | Romain Desgranges        | Stefano Ghisolfi         | Keiichiro Korenaga         |
| 2018 | Jakob Schubert           | Stefano Ghisolfi         | Romain Desgranges          |
| 2019 | Adam Ondra               | Alberto Ginés López      | Sean McColl                |

### Vrouwen
| Jaar | Winnaar                      | 2e plaats          | 3e plaats                    |
| ---- | ---------------------------- | ------------------ | ---------------------------- |
| 1989 | Nanette Raybaud              | Luisa Iovane       | Robyn Erbesfield             |
| 1990 | Isabelle Patissier Lynn Hill |                    | Nanette Raybaud              |
| 1991 | Isabelle Patissier           | Susi Good          | Robyn Erbesfield             |
| 1992 | Robyn Erbesfield             | Isabelle Patissier | Lynn Hill                    |
| 1993 | Robyn Erbesfield             | Susi Good          | Elena Ovtchinnikova          |
| 1994 | Robyn Erbesfield             | Isabelle Patissier | Natalie Richer               |
| 1995 | Robyn Erbesfield             | Laurence Guyon     | Liv Sansoz                   |
| 1996 | Liv Sansoz                   | Laurence Guyon     | Stéphanie Bodet              |
| 1997 | Muriel Sarkany               | Liv Sansoz         | Stéphanie Bodet              |
| 1998 | Liv Sansoz                   | Muriel Sarkany     | Stéphanie Bodet              |
| 1999 | Muriel Sarkany               | Liv Sansoz         | Martina Cufar                |
| 2000 | Muriel Sarkany               | Liv Sansoz         | Stéphanie Bodet              |
| 2001 | Muriel Sarkany               | Martina Cufar      | Sandrine Levet               |
| 2002 | Muriel Sarkany               | Sandrine Levet     | Martina Cufar                |
| 2003 | Muriel Sarkany               | Sandrine Levet     | Angela Eiter                 |
| 2004 | Angela Eiter                 | Muriel Sarkany     | Alexandra Eyer Natalija Gros |
| 2005 | Angela Eiter                 | Maja Vidmar        | Caroline Ciavaldini          |
| 2006 | Angela Eiter                 | Sandrine Levet     | Caroline Ciavaldini          |
| 2007 | Maja Vidmar                  | Angela Eiter       | Muriel Sarkany               |
| 2008 | Johanna Ernst                | Maja Vidmar        | Mina Markovic                |
| 2009 | Johanna Ernst                | Jain Kim           | Maja Vidmar                  |
| 2010 | Jain Kim                     | Mina Markovic      | Angela Eiter                 |
| 2011 | Mina Markovic                | jain Kim           | Maja Vidmar                  |
| 2012 | Mina Markovic                | jain Kim           | Johanna Ernst                |
| 2013 | Jain Kim                     | Mina Markovic      | Momoka Oda                   |
| 2014 | Jain Kim                     | Mina Markovic      | Magdelena Röck               |
| 2015 | Mina Markovic                | Jain Kim           | Jessica Pilz                 |
| 2016 | Janja Garnbret               | Anak Verhoeven     | Jain Kim                     |
| 2017 | Janja Garnbret               | Jain Kim           | Anak Verhoeven               |
| 2018 | Janja Garnbret               | Jessica Pilz       | Kim Jain                     |
| 2019 | Seo Chaehyun                 | Janja Garnbret     | Tanii Natsuki                |

## Uitslag Boulder

### Mannen
| Jaar | Winnaar              | 2e plaats            | 3e plaats                |
| ---- | -------------------- | -------------------- | ------------------------ |
| 1999 | Cristian Core        | Serik Kazbekov       | Jérôme Meyer             |
| 2000 | Pedro Pons           | Salavat Rakhmetov    | Daniel Dulac             |
| 2001 | Jérôme Meyer         | Mauro Calibani       | Daniel Andrada Jimenez   |
| 2002 | Cristian Core        | Malcolm Smith        | Jérôme Meyer             |
| 2003 | Jérôme Meyer         | Salavat Rakhmetov    | Daniel Dulac             |
| 2004 | Daniel Dulac         | Kilian Fischhuber    | Jérôme Meyer             |
| 2005 | Kilian Fischhuber    | Jérôme Meyer         | Daniel Dulac             |
| 2006 | Jérôme Meyer         | Kilian Fischhuber    | Gérome Pouvreau          |
| 2007 | Kilian Fischhuber    | Dmitri Sharafutdinov | Stephane Julien          |
| 2008 | Kilian Fischhuber    | David Lama           | Dmitri Sharafutdinov     |
| 2009 | Kilian Fischhuber    | Rustam Gelmanov      | Gabriele Moroni          |
| 2010 | Adam Ondra           | Kilian Fischhuber    | Tsukuru Hori             |
| 2011 | Kilian Fischhuber    | Dmitri Sharafutdinov | Guillaume Glairon Mondet |
| 2012 | Rustam Gelmanov      | Kilian Fischhuber    | Jakob Schubert           |
| 2013 | Dmitri Sharafutdinov | Jakob Schubert       | Sean McColl              |
| 2014 | Jan Hojer            | Dmitri Sharafutdinov | Guillaume Glairon Mondet |
| 2015 | Jongwon Chon         | Jan Hojer            | Adam Ondra               |
| 2016 | Tomoa Narasaki       | Kokoro Fuji          | Alexei Rubtsov           |
| 2017 | Jongwon Chon         | Tomoa Narasaki       | Aleksei Rubtsov          |
| 2018 | Jernej Kruder        | Tomoa Narasaki       | Rei Sugimoto             |
| 2019 | Tomoa Narasaki       | Adam Ondra           | Yoshiuki Ogata           |

### Vrouwen
| Jaar | Winnaar          | 2e plaats        | 3e plaats        |
| ---- | ---------------- | ---------------- | ---------------- |
| 1999 | Stéphanie Bodet  | Elena Choumilova | Sandrine Levet   |
| 2000 | Sandrine Levet   | Elena Choumilova | Delphine Martin  |
| 2001 | Sandrine Levet   | Myriam Motteau   | Corinne Theroux  |
| 2002 | Nataliya Perlova | Myriam Motteau   | Olga Jakovleva   |
| 2003 | Sandrine Levet   | Olga Bibik       | Nataliya Perlova |
| 2004 | Sandrine Levet   | Olga Bibik       | Yulia Abramchuk  |
| 2005 | Sandrine Levet   | Olga Bibik       | Yulia Abramchuk  |
| 2006 | Olga Bibik       | Juliette Danion  | Anna Stöhr       |
| 2007 | Juliette Danion  | Olga Shalagina   | Natalija Gros    |
| 2008 | Anna Stöhr       | Akiyo Noguchi    | Yulia Abramchuk  |
| 2009 | Akiyo Noguchi    | Anna Stöhr       | Natalija Gros    |
| 2010 | Akiyo Noguchi    | Anna Stöhr       | Chloé Grafiaux   |
| 2011 | Anna Stöhr       | Akiyo Noguchi    | Alex Puccio      |
| 2012 | Anna Stöhr       | Akiyo Noguchi    | Shauna Coxsey    |
| 2013 | Anna Stöhr       | Akiyo Noguchi    | Alex Puccio      |
| 2014 | Akiyo Noguchi    | Shauna Coxsey    | Anna Stöhr       |
| 2015 | Akiyo Noguchi    | Shauna Coxsey    | Miho Nonoka      |
| 2016 | Shauna Coxsey    | Miho Nonoka      | Melissa Le Neve  |
| 2017 | Shauna Coxsey    | Janja Garnbret   | Akiyo Noguchi    |
| 2018 | Miho Nonaka      | Akiyo Noguchi    | Fanny Gibert     |
| 2019 | Janja Garnbret   | Akiyo Noguchi    | Fanny Gibert     |